# Wheel of Fortune
«Wheel of Fortune» (с англ. — «Колесо фортуны») — дебютный сингл шведской поп-группы Ace of Base, выпущенный в 1992 году с их дебютного альбома Happy Nation.
«Wheel of Fortune» — первая песня, записанная Ace of Base. Она не произвела достаточного ажиотажа в Швеции, так как сами шведы считали эту песню слишком наивной и неинтересной. Но группа не собиралась отчаиваться и стала искать звукозаписывающую компанию, которая взялась бы издавать их композиции. В марте 1992 года на них обратил внимание датский лейбл Mega Records. В том же году «Wheel of Fortune» возглавила чарт Норвегии и заняла 2-е место в чартах Дании и Нидерландов.

## Список композиций
| №  | Название                      | Длительность |
| -- | ----------------------------- | ------------ |
| 1. | «Wheel of Fortune» (7" mix)   | 3:42         |
| 2. | «Wheel of Fortune» (12" mix)  | 5:27         |
| 3. | «Wheel of Fortune» (club mix) | 4:39         |
| 4. | «My Mind» (club mix)          | 4:19         |

## Версия 2009 года
«Wheel of Fortune 2009» — промосингл шведской поп-группы Ace of Base 2009 года. Композиция была выпущена 24 октября 2008 года для продвижения и раскрутки нового сборника песен группы «Greatest Hits, Classic Remixes and Music Videos».
Промодиск содержал 5 композиций и был выпущен 16 октября 2008 года. Диск также содержал оригинальные ремиксы 1993 года.

### Клип
Группа решила не записывать клип на эту песню; было принято решение выложить промовидео на официальном сайте группы.
Видео состояло из нарезок живых выступлений коллектива на концертах, а также были включены фрагменты фотосессии группы для нового альбома. Продолжительность клипа была 3 минуты 15 секунд, а композиция представляла собой смесь радио-версии и альбомной версии песни.

### Список композиций
- Сингл:

1. «Wheel of Fortune 2009» (Radio Edit)
2. «Wheel of Fortune 2009» (Club Mix)

- Промодиск:

1. «Wheel of Fortune 2009» (Radio Edit)
2. «Wheel of Fortune 2009» (Club Mix)
3. «Wheel of Fortune 2009» (Album Version)
4. «Wheel of Fortune» (1993 12" Mix)
5. «Wheel of Fortune» (1993 Club Mix)

## Чарты
| Чарт (1992-1993)                         | Высшая позиция |
| ---------------------------------------- | -------------- |
| Austria (Ö3 Austria Top 40)              | 6              |
| Бельгия/Фландрия (Ultratop 50)           | 5              |
| Denmark (IFPI)                           | 2              |
| Europe (Eurochart Hot 100)               | 5              |
| Finland (Suomen virallinen lista)        | 15             |
| France (SNEP)                            | 21             |
| Германия (GfK)                           | 4              |
| Iceland (Íslenski Listinn Topp 40)       | 11             |
| Ireland (IRMA)                           | 18             |
| Israel (Israel Top-30)                   | 2              |
| MTV Europe                               | 2              |
| Нидерланды (Dutch Top 40)                | 2              |
| Нидерланды (Single Top 100)              | 3              |
| Norway (VG-lista)                        | 1              |
| Spain (AFYVE)                            | 6              |
| Sweden (Sverigetopplistan)               | 39             |
| Switzerland (Schweizer Hitparade)        | 5              |
| UK Singles (The Official Charts Company) | 20             |
| UK Airplay Chart (Media Monitor)         | 35             |

| Чарт (1993)                      | Позиция |
| -------------------------------- | ------- |
| Austrian Singles Chart           | 27      |
| Belgian Singles Chart (Flanders) | 28      |
| Dutch Top 40                     | 28      |
| Dutch Single Top 100             | 23      |
| Eurochart Hot 100                | 44      |
| German Singles Chart             | 13      |
| Swiss Singles Chart              | 31      |

| Регион                                                      | Сертификация | Продажи  |
| ----------------------------------------------------------- | ------------ | -------- |
| Германия (BVMI)                                             | Золотой      | 250 000^ |
| ^ Данные о тиражах приведены только на основе сертификации. |              |          |